# Emilio Mola
Emilio Mola y Vidal (Placetas, 9 de julho de 1887 – Alcocero, 3 de junho de 1937) foi um comandante nacionalista espanhol durante a Guerra Civil Espanhola. Era um veterano das guerras Africanas, em que se destacou servindo com os Regulares. Liderou a revolta militar que culminou na Guerra Civil Espanhola. Recebeu o título nobibliárquico de 1º Duque de Mola, Grande de Espanha.
Ele cunhou a expressão "quinta-coluna".

## Inicio da vida e carreira
Mola nasceu em Placetas, Cuba, naquela época uma província espanhola colonial, onde o seu pai, um oficial do exército, estava estacionado. A Guerra de Independência Cubana dividiu a sua família; enquanto o seu pai servia nas forças Espanholas, o seu tio materno Leoncio Vidal era um importante combatente revolucionário. Na Espanha, ele matriculou-se na Academia de Infantaria de Toledo em 1907. Ele serviu na guerra colonial da Espanha em Marrocos, onde recebeu a Medalha Militar, e tornou-se uma autoridade em assuntos militares. Em 1927 ele era um General de Brigada.
Mola foi nomeado Diretor-Geral de Segurança em 1930, o último homem a ocupar este cargo sob Afonso XIII. Este era um cargo político e as suas opiniões conservadoras tornaram-no impopular com políticos liberais e socialistas da oposição. Quando o governo da Frente Popular de esquerda foi eleito em Fevereiro de 1936, Mola tornou-se governador militar de Pamplona em Navarra, que o governo considerava ser afastado. Mas a área era um centro de atividade Carlista e o próprio Mola secretamente colaborou com o movimento. Trabalhou com elementos da direita da União Militar Espanhola e no final de Abril de 1936 foi reconhecido como seu líder na região centro-norte da Espanha.

## Rebelião de Julho e Guerra Civil
Mola emergiu como o estratega principal entre os conspiradores. Enquanto o General José Sanjurjo, no exílio em Portugal, permaneceu como líder reconhecido, a Mola foi delegada a autoridade dentro da organização para planear operações na Espanha. Conhecido como "o Diretor", Mola enviou instruções secretas para as várias unidades militares envolvidas na revolta e elaborou um plano detalhado para um governo pós-golpe. Num memorando datado de 5 de Junho de 1936, Mola vislumbrou uma "ditadura republicana" baseada no modelo Português. O governo inicial consistiria de um "diretório" que supervisionaria um Estado semi-pluralista, mas autoritário. De acordo com Mola: "O Diretório garantirá que não haverá nenhuma mudança no regime republicano durante a sua administração, nem nenhuma mudança em qualquer reivindicação trabalhista que tenha sido obtida legalmente", mas "criaria um estado forte e disciplinado". A constituição de 1931 seria suspensa e novas eleições seriam realizadas. Certos elementos liberais, como a separação da igreja e do estado e a liberdade de culto, deveriam ser mantidos. As questões agrárias deveriam ser resolvidas por comissões regionais com o objetivo de desenvolver pequenas propriedades, mas permitindo o cultivo coletivo em algumas circunstâncias.
Apesar do planeamento extensivo, Mola aparentemente duvidou das chances de sucesso do golpe. A sua visão obscura das capacidades das milícias monarquistas e do partido católico conservador Confederação Espanhola de Direitas Autônomas (CEDA), bem como apenas apoio limitado da 
Falange, levou-o até 9 de Julho a considerar a possibilidade de ter que fugir para França se falhasse.
Depois de vários atrasos, 18 de Julho de 1936 foi escolhido como a data do golpe. A participação de Francisco Franco não foi confirmada até o início de Julho. Embora os eventos tenham acontecido antes do previsto no Protetorado Espanhol em Marrocos, Mola esperou até 19 de Julho para proclamar a revolta. Quando o irmão de Mola foi capturado pelos Republicanos em Barcelona, o governo ameaçou a sua vida; Mola respondeu: "Não, ele sabe morrer como um oficial. Eu não posso voltar atrás com a minha palavra para os meus seguidores e, provavelmente, você não podem com a vossa." O seu irmão acabou cometendo suicídio. Mola então ordenou execuções sistemáticas em cidades capturadas com o propósito de incutir medo. Ele famosamente declarou:
... "devemos estender o terror; devemos impor a impressão de domínio enquanto eliminamos sem escrúpulos a todos que não pensam como nós"
.
O  golpe de estado Nacionalista não conseguiu ganhar o controle de Madrid ou de outras áreas urbanas, embora a maior parte do exército o apoiasse. Com a situação a transformar-se em guerra civil, Sanjurjo foi morto em um acidente aéreo em 20 de Julho. Mola, em seguida, tornou-se comandante Nacionalista no norte, enquanto Franco se tornou comandante no sul. Com a morte de Sanjurjo, Mola estabeleceu uma entidade governamental com vários membros para a chamada "zona Nacionalista" chamada de Junta de Defesa Nacional. Com sede em Burgos, foi nominalmente chefiada por Miguel Cabanellas, o mais antigo general participante.
Em 5 de Setembro, uma ofensiva Nacionalista enviada pelo General Mola sob o comando do Coronel Alfonso Beorlegui tomou Irun e fechou a fronteira francesa. As forças de Mola encarregaram-se de assegurar toda a província de Guipúscoa, isolando as províncias Republicanas remanescentes no norte.
Uma junta em Burgos mostrou-se incapaz de definir a estratégia geral; assim, Franco foi escolhido comandante-chefe numa reunião de generais em 21 de Setembro. Mola continuou a comandar o Exército do Norte e liderou um esforço frustrado de tomar Madrid em Outubro. Em um discurso de rádio, ele descreveu os simpatizantes nacionalistas na cidade como sendo uma "quinta-coluna" que complementava as suas quatro colunas militares. O governo Republicano procedeu então à execução em massa de cerca de 2.000 supostos apoiantes, civis e militares dos Nacionalistas. O que mais tarde foi conhecido como os massacres de Paracuellos esmagou qualquer quinta coluna em potencial.

## Morte
Mola morreu em 3 de Junho de 1937, quando o avião bimotor Airspeed Envoy, no qual ele estava viajando, voou com más condições atmosféricas para o lado de uma montanha enquanto retornava a Vitoria. As mortes de Sanjurjo e Mola deixaram Franco como o líder proeminente da causa Nacionalista. Na avaliação do historiador Stanley Payne, Mola tinha sido "o único subordinado capaz de responder a Franco. Embora sempre tenha havido acusações de que Franco tenha ordenado a morte de seus dois rivais, até agora nenhuma evidência foi produzida.
Em 1948, Franco, como Caudillo do recente re-estabelecido Reino da Espanha, postumamente concedeu a Mola o título de Duque de Mola e de Grande da Espanha. O título foi imediatamente assumido pelo seu filho, Don Emilio Mola y Bascón.